# Mitsubishi Pajero

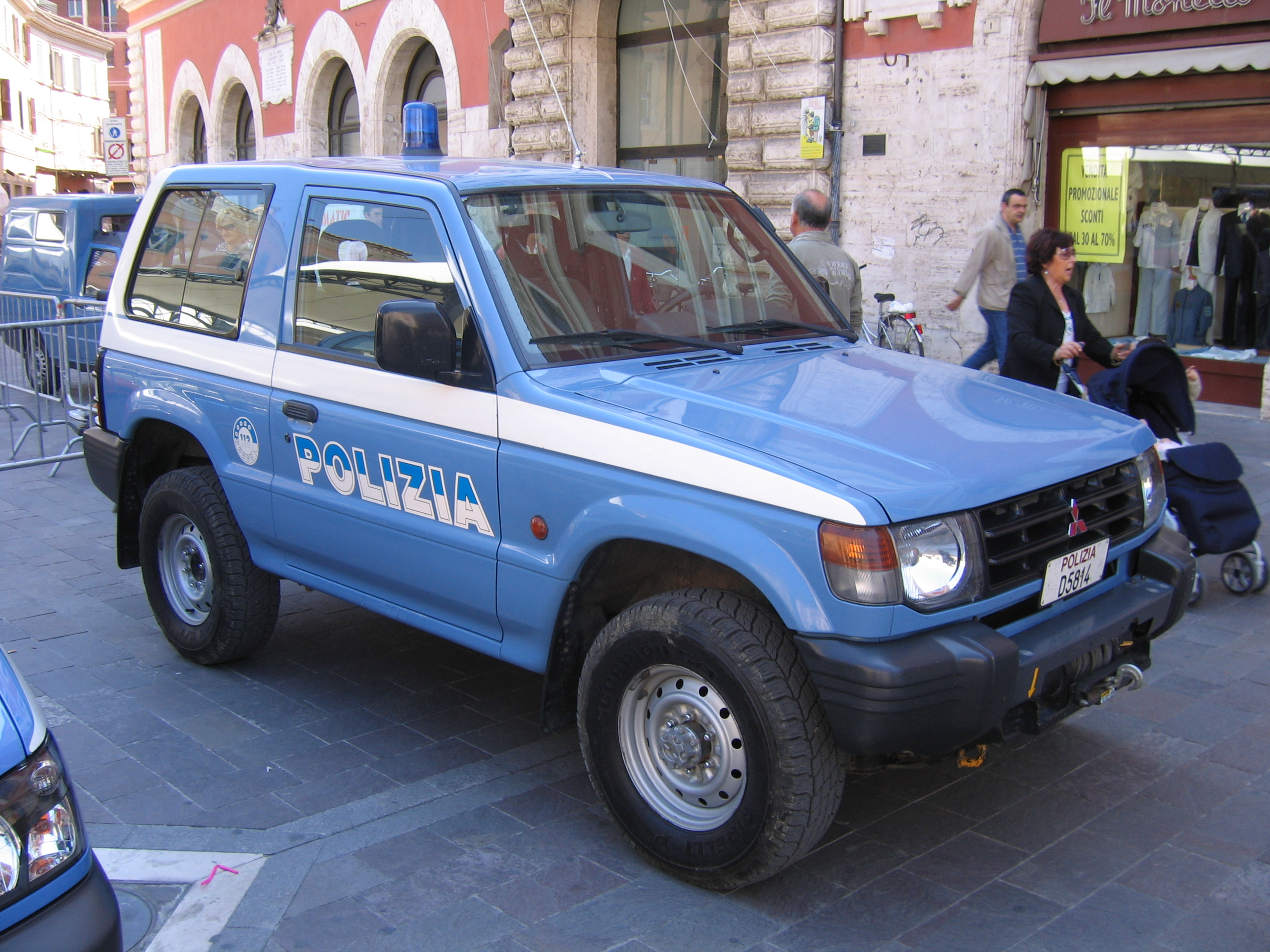
Mitsubishi Pajero

Mitsubishi Pajero  är en terrängbil som bland annat har tävlat i Dakarrallyt. Numera tävlar Mitsubishi i Dakarrallyt med modellen "Pajero Evolution", som har en mer aerodynamisk kaross än vanliga Pajero. Första generationen Pajero kom 1982, andra 1991, tredje 1999 och den senaste generationen kom 2006.
Bilen heter Montero i spansktalande länder eftersom Pajero är slang för onanist. Ett misstag liknande det Mazda gjorde med sin modell Laputa (på spanska: horan). I Storbritannien kallas den Mitsubishi Shogun.